# Melano
Melano é uma comuna da Suíça, no Cantão Tessino, com cerca de 1.190 habitantes. Estende-se por uma área de 5,32 km², de densidade populacional de 224 hab/km². Confina com as seguintes comunas: Capolago, Castel San Pietro, Maroggia, Mendrisio, Riva San Vitale, Rovio.
A língua oficial nesta comuna é o Italiano.